# Heliotropium litvinovii
Heliotropium litvinovii är en strävbladig växtart som beskrevs av Mikhail Grigoríevič Popov. Heliotropium litvinovii ingår i Heliotropsläktet som ingår i familjen strävbladiga växter. Inga underarter finns listade i Catalogue of Life.